# نيت جونز (لاعب كرة قدم أمريكية)
نيت جونز (بالإنجليزية: Nate Jones)‏ هو لاعب كرة قدم أمريكية أمريكي، ولد في 15 يونيو 1982 في نيوآرك في الولايات المتحدة.

## وصلات خارجية
- نيت جونز على موقع مرجع كرة القدم المحترفة.كوم (الإنجليزية)